# 寶池車站

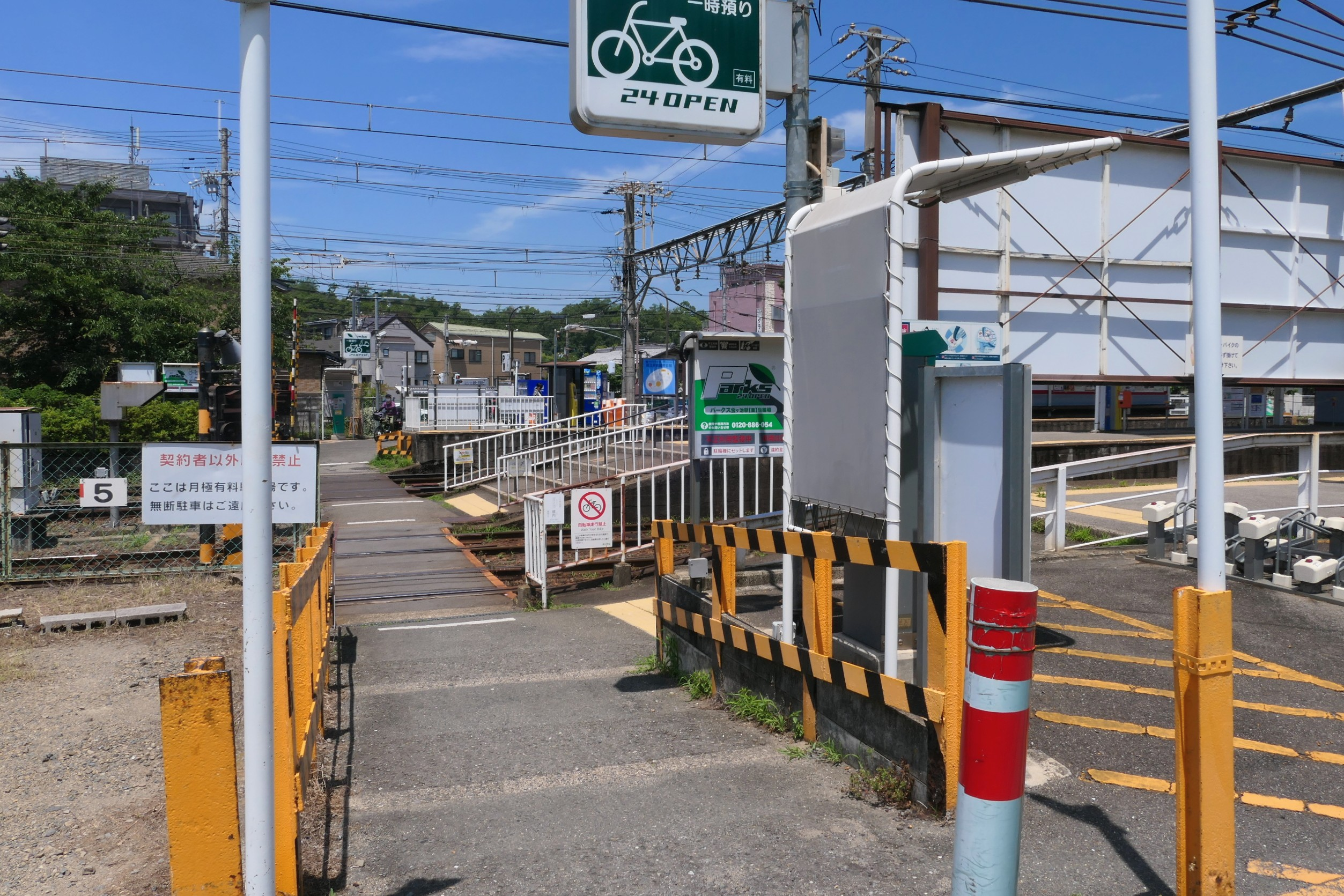
東側出入口與平交道（2025年6月）

35°3′29.37″N 135°47′32.43″E / 35.0581583°N 135.7923417°E
寶池車站（日语：／ Takaragaike eki */?）是位於日本京都市左京區，屬於叡山電鐵的鐵路車站。本站叡山本線與鞍馬線之間唯一的交會車站。
本站的車站編號只被授予了叡山本線的部份，但月台上所使用的顏色則是根據該月台所在路線的顏色而有所不同。在站內設置的站名看板和路線圖、官方網站上全部將本站標記為宝ヶ池，但在新型站名看板上標記的中文站名則是「宝池（簡體）」。

## 車站結構

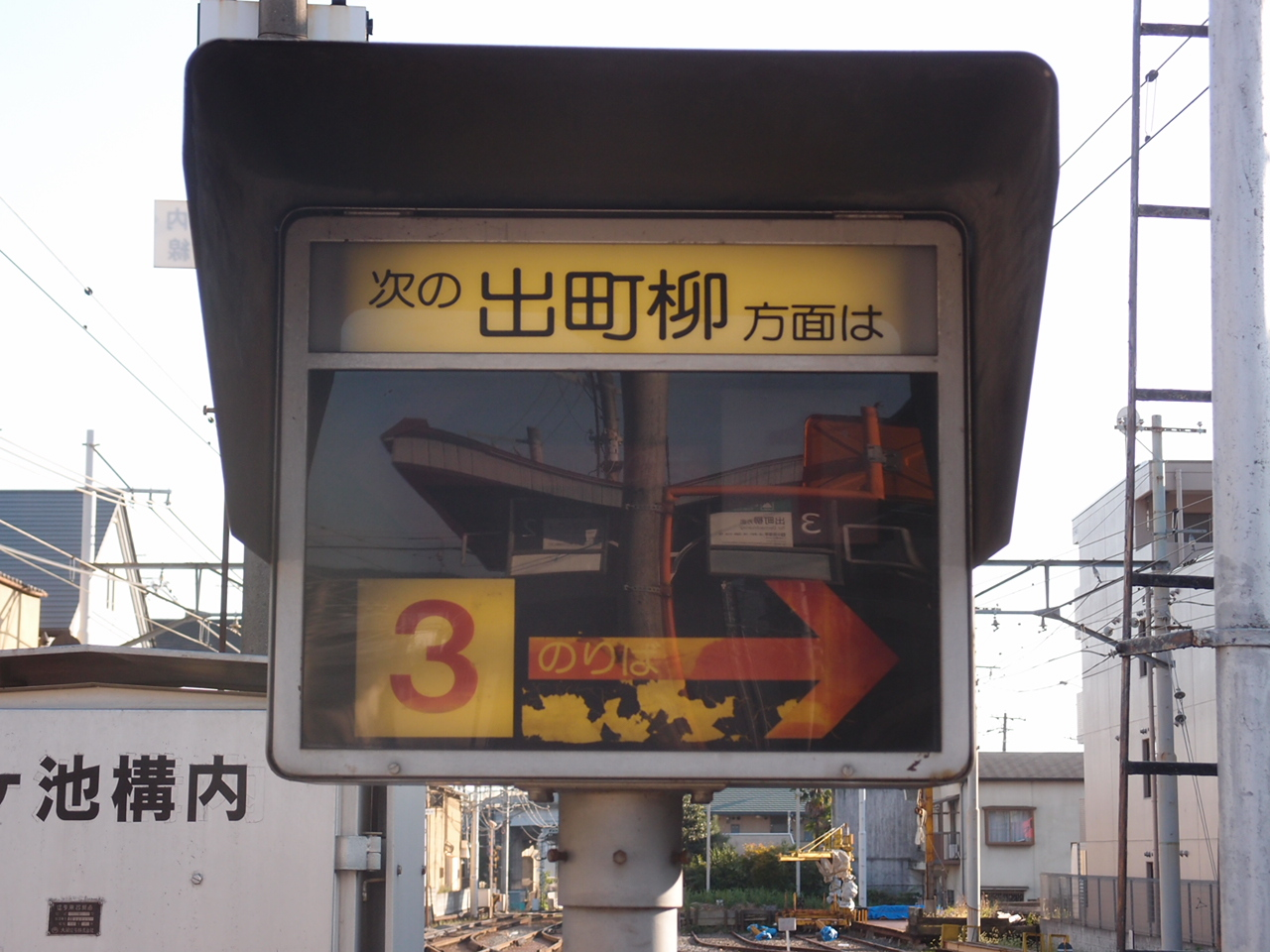
電子告式牌

本站為擁有島式1面、相對式2面4線月台的無人車站。在本站的南側（出町柳側），鞍馬線從雙線的叡山本線向左分岐出來，兩條複線在本站的月台部份並行，叡山本線為1、2號線，鞍馬線為3、4號線（2、3號線為島式的形狀）。
各月台靠近中間的部份接有設置遮蓬，且2、3號月台上有接待室，不過接待室內只有放置自動販賣機和緊靠牆壁且幅度很窄的長椅，出入口的門和玻璃窗都被撤除了。通路中央的附近有簡單的電子告式牌，會顯示下一班往出町柳車站的電車停靠的月台編號。另外有播報發車情況的自動廣播設備。
月台的南側有站內平交道（屬於日本平交道第1種甲式）將各個月台連結在一起，不過由於無人車站沒有驗票閘門，許多一般行人或腳踏車也會穿越平交道，而且雖然禁止車輛通行，但有時也有機車通過。平交道的東西兩側有付費腳踏車停車場，另外西側還設有公廁
關於無障礙空間的情形，西側的白川通側入口至往鞍馬方向的4號月台有斜坡，可以使用輪椅，但從平交道的地面到其他月台的高度之間則有3、4階平緩的階梯，使用輪椅需要有人從中協助。

### 月台配置
| 月台 | 路線     | 目的地             | 備註                       |
| ---- | -------- | ------------------ | -------------------------- |
| 1    | 叡山本線 | 修學院、出町柳方向 | （八瀨比叡山口開抵的列車） |
| 2    | 叡山本線 | 八瀨比叡山口方向   |                            |
| 3    | 叡山本線 | 修學院、出町柳方向 | （鞍馬方向開抵的列車）     |
| 4    | 鞍馬線   | 二軒茶屋、鞍馬方向 |                            |

鞍馬電氣鐵道通車時至現在車站的基本結構並沒有改變。到直通開始之前，2、3號月台從中間被分隔成兩邊，面向樓梯處各自設有剪票口（僅有簡單的設計）。到車站的西邊的白川通之間現在是公寓的地點，在當時是鞍馬電氣鐵道的公司總部，於京福電氣鐵道時代時則以該處一棟木造的大型建築物當作事務所。
3號月台的靠八幡前一側有通往鞍馬方向下行線的單橫渡線。以前在早上會有一班從3號線往岩倉折反的電車，但在1990年前後廢止。，現在在這個車站除了特殊情況以外並沒有營運的電車會進行折返。另外，這裡在通車時並沒有剪式橫渡線。

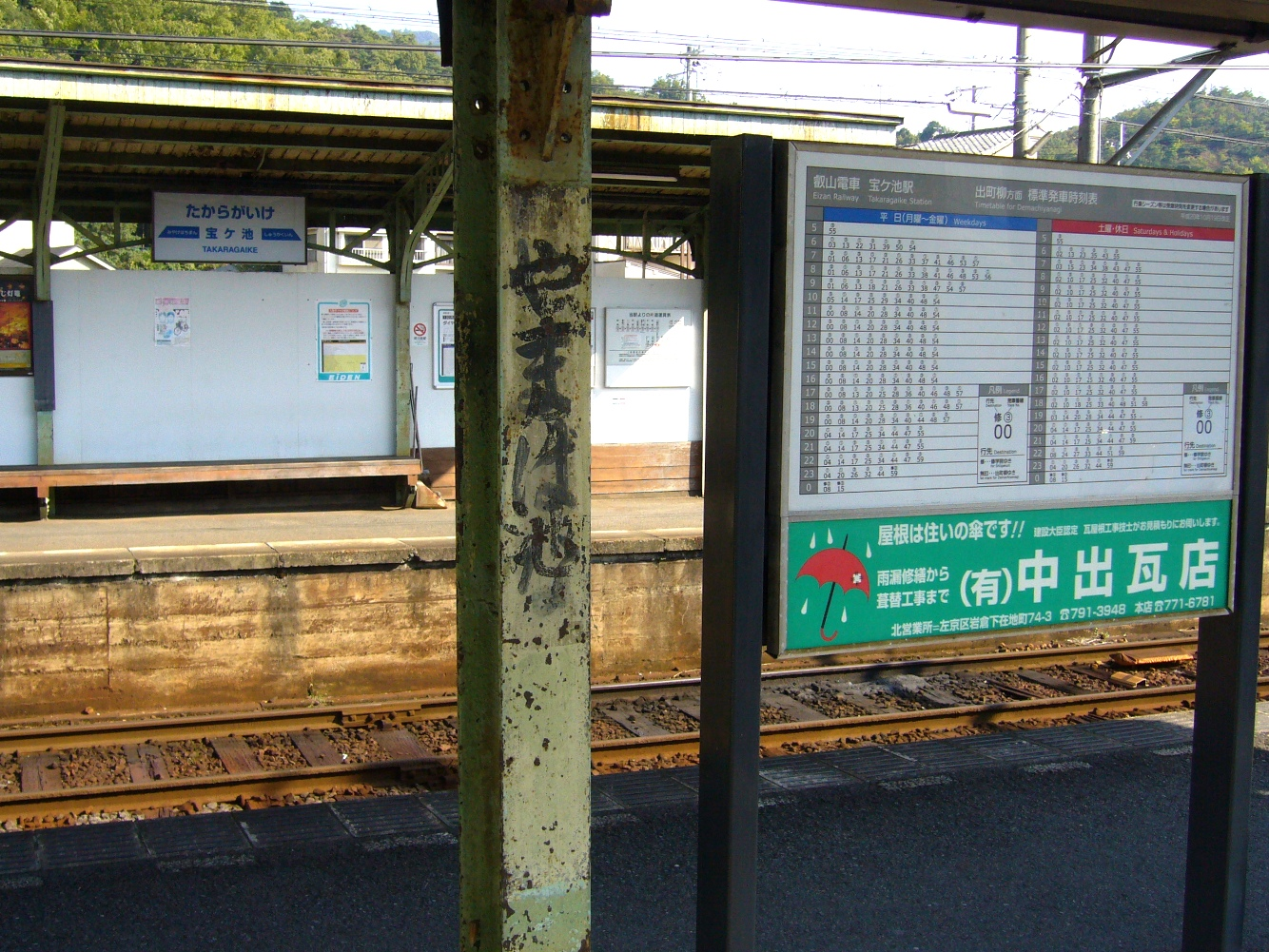
殘留在柱子上的舊車站名「やまはな」

從3、4號線向修學院方向延伸出來的側線，在以前是複線分岐，從3號線出來的線路曾和下行的叡山本線往鞍馬線的線路平面交差。2、3號月台遮蓬柱子的一部份有廣告看板被取下的痕跡，由於在設置廣告時並沒有用油漆重新粉刷過，柱子上留下了數個古老的手寫「宝ヶ池」標記，其中一根柱子甚至連字也剝落，能夠辯視出該柱子上舊車名的假名標記「やまばな」（山端）。2009年時遮蓬被重新粉刷，殘留「宝ヶ池」的字跡的柱子也被塗掉了，但是「やまばな」的部份卻被保存了下來，而且還抹上透明塗料防止其剝落，並加註了「舊車站名標」。

### 配線圖
| ← 叡山本線 出町柳方向 | 叡山電鐵 寶池站 站內配線略圖 | → 鞍馬線 鞍馬方面 |
| | ↓ 叡山本線 八瀨比叡山口 方向 |                   |
| 图例 参考文献：（参考）川島令三、『全國鐵道事情大研究 - 京都・滋賀篇』 119p、草思社、1992 ／宝ヶ池駅（各駅情報） - 叡山電鉄 |                              |                   |

### 轉乘時的處理方式
本站是叡山本線和鞍馬線的轉乘站，但由於是無人車站，轉乘時需由乘客向乘務員提出，並以以下方式處理。
- 若持有到訖站的車票，則驗票即可。
- 若由於從無人車站搭車等原因而未持有到訖站的車票，則需在車內支付到訖站的運費並取得到訖站的車票。
- 若持有回數券，則需在回數券上蓋上寫有「乘換」的印章。
- 若使用KANSAI THRU PASS共通卡，則必需先扣去到寶池車站為止的運費，然後再於訖站扣去差額。另外，搭上轉乘列車時需將卡片插入簡易驗票機（讀卡機）。

## 車站周邊
在車站南側，白川通高架橋從東南向西北跨越過鐵軌後，和川端通（國道367號）合併為白川通（國道367號）。周邊除了白川通沿路之外，為被東西兩側山丘包夾的狹窄住宅區。
附近有自行車停車場和投幣式停車場。另外，京都市營地下鐵烏丸線國際會館車站位於西北方約1公里處。
- 寶池兒童樂園（原競輪場遺址）
- 高野川
- 京都上高野郵政局

### 公車站
寶池公車站設置在白川通，靠近車站西側出口道路的路口。
北行（面向道路的一側）
- 京都市營巴士
  - 5、31、65路：往岩倉操車場
- 京都巴士
  - 10路：經由 八瀨繞道、大原 往朽木學校前
  - 16、17路：經由 八瀨車站前 往大原
  - 21、23路：經由 八幡前、長谷別 往岩倉實相院
  - 41、43路：經由 八幡前、長谷別 往岩倉村松
  - 往大原、小出石（毎天早上一班）

南行
- 京都市營巴士
  - 5路:經由 四条河原町 往京都車站
  - 31路:經由 祇園 往四条烏丸
  - 65路:經由 烏丸丸太町 往四条烏丸
- 京都巴士
  - 10路:往京阪出町柳車站（限週六、假日）
  - 16路:經由 京阪出町柳車站、三条京阪 往四条河原町
  - 17路:經由 高野橋東詰、京阪出町柳車站、三条京阪、四条河原町 往京都車站
  - 21、41路:經由 高野橋東詰、京阪出町柳駅、府立醫科大醫院、河原町三条 往四条河原町
  - 往京阪出町柳車站（限平日）
  - 經由 川端通 往高野車庫

## 歷史
- 1925年（大正14年）9月27日 - 開業。當時為京都電燈的山端車站。
- 1928年（昭和3年）12月1日 - 鞍馬電氣鐵道的山端～市原之間開通，本站成了換乘站。
- 1929年（昭和4年）12月20日 - 鞍馬電氣鐵道和京都電燈（出町柳車站方向）之間開始互通。
- 1942年（昭和17年）3月2日 - 隨著京都電燈開始準備解散公司，本站被讓渡至京福電氣鐵道（從京都電燈獨立出來，繼承了鐵路方面的事業），成了京福的車站。
- 1942年（昭和17年）8月1日 - 鞍馬電氣鐵道合併至京福。
- 1944年（昭和19年）5月1日 - 本站～八瀨（現八瀨比叡山口）之間，為了供應戰爭時期需要的資源而單線化。
- 1944年（昭和19年）11月10日 - 本站～二軒茶屋間，為了供應戰爭時期需要的資源而單線化。

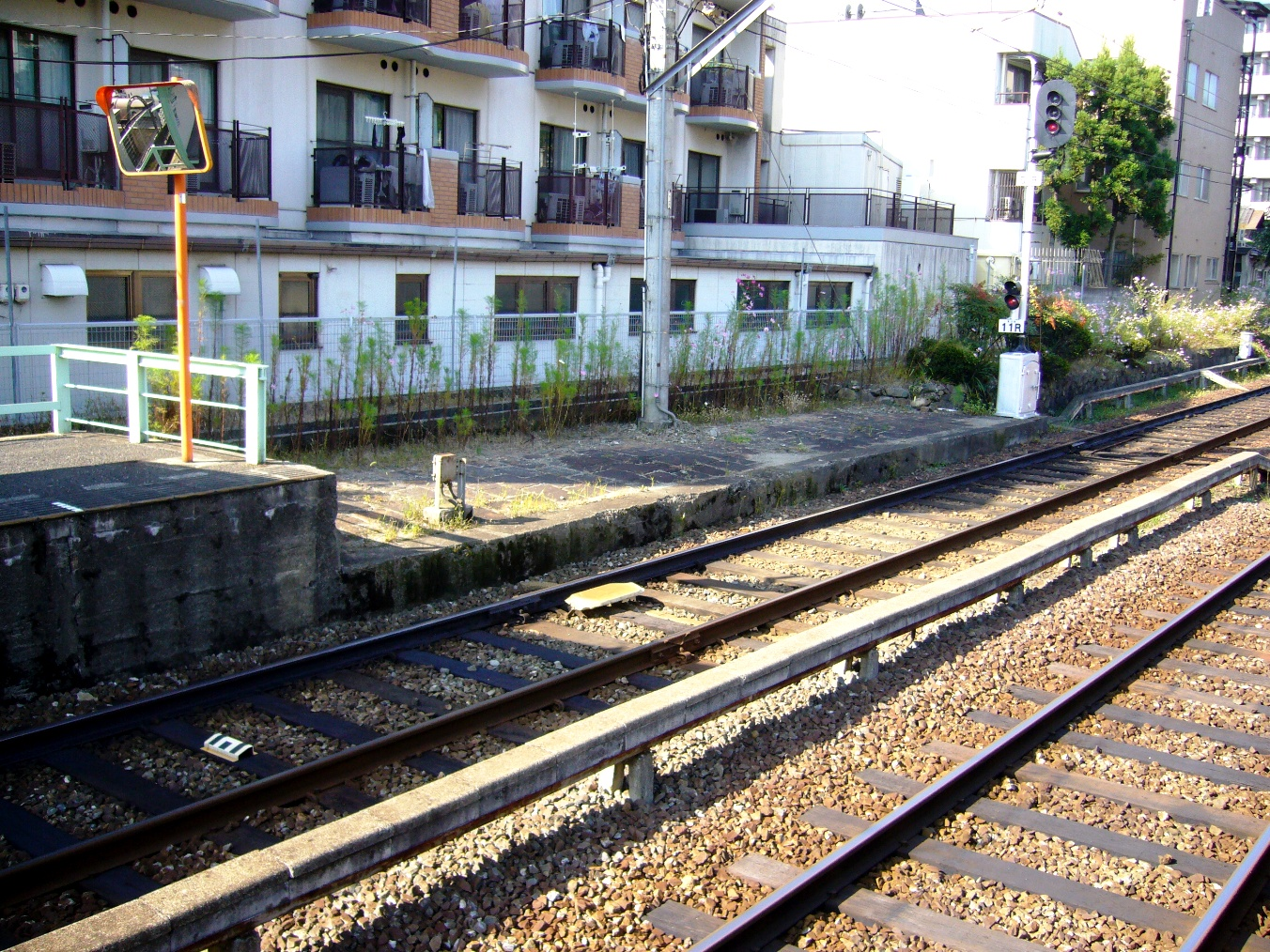
殘留在4號月台邊緣的低月台

- 1949年（昭和24年）12月11日 - 京都市電開始直通到元田中至本站之間。這是為了輸送到附近寶池公園中的競輪場的人潮。本站設有市電用的低月台，現在4號月台的北側仍然有遺跡殘存。
- 1951年（昭和26年）7月1日 - 本站～八瀨之間再次成了複線。
- 1954年（昭和29年）6月10日 - 改名為「寶池車站」。
- 1955年（昭和30年）9月1日 - 從這一天開始和京都市電之間的直通結束。
- 1958年（昭和33年）4月9日 - 本站～岩倉之間再次成了複線
- 1986年（昭和61年）4月1日 - 路線讓渡給了從京福分離出來的叡山電鐵，因此成了該公司的車站。

## 相鄰車站
叡山電鐵
 叡山本線
修學院（E05）－寶池（E06）－三宅八幡（E07）
 鞍馬線
寶池（E06）－八幡前（E09）